# 卡普羅尼
卡普羅尼（義大利語：Caproni）是由義大利人喬瓦尼·巴蒂斯塔·卡普羅尼在1908年所成立的航空機製造公司，於二戰後1950年結束運作。

## 簡介
卡普羅尼公司最初是在位於米蘭一帶名為Taliedo的城市設廠，之後在1911年做出了義大利國內第一架飛行機。
第一次世界大戰期間，卡普羅尼公司開發出各種不同類型的轟炸機銷售至國內或英、法、美等國。之後在兩次大戰之間，卡普羅尼公司逐漸成長成大集團、並收購了其它規模較小的飛行機廠商，之後則改名成「米蘭‧卡普羅尼義大利公司」（Società Italiana Caproni, Milano）。
卡普羅尼公司亦曾開發過旅行用的航機，而在1919年8月2號曾發生過卡普羅尼製作的客機墜毀的意外，此亦為義大利國內史上首次的客機空難。
在1950年卡普羅尼公司則結束運作，其中一個旗下部門「卡普羅尼‧維佐拉」（Caproni Vizzola）則撐至1983年才被另一間義大利公司阿古斯特維斯特蘭買下。

## 生產的飛行機具

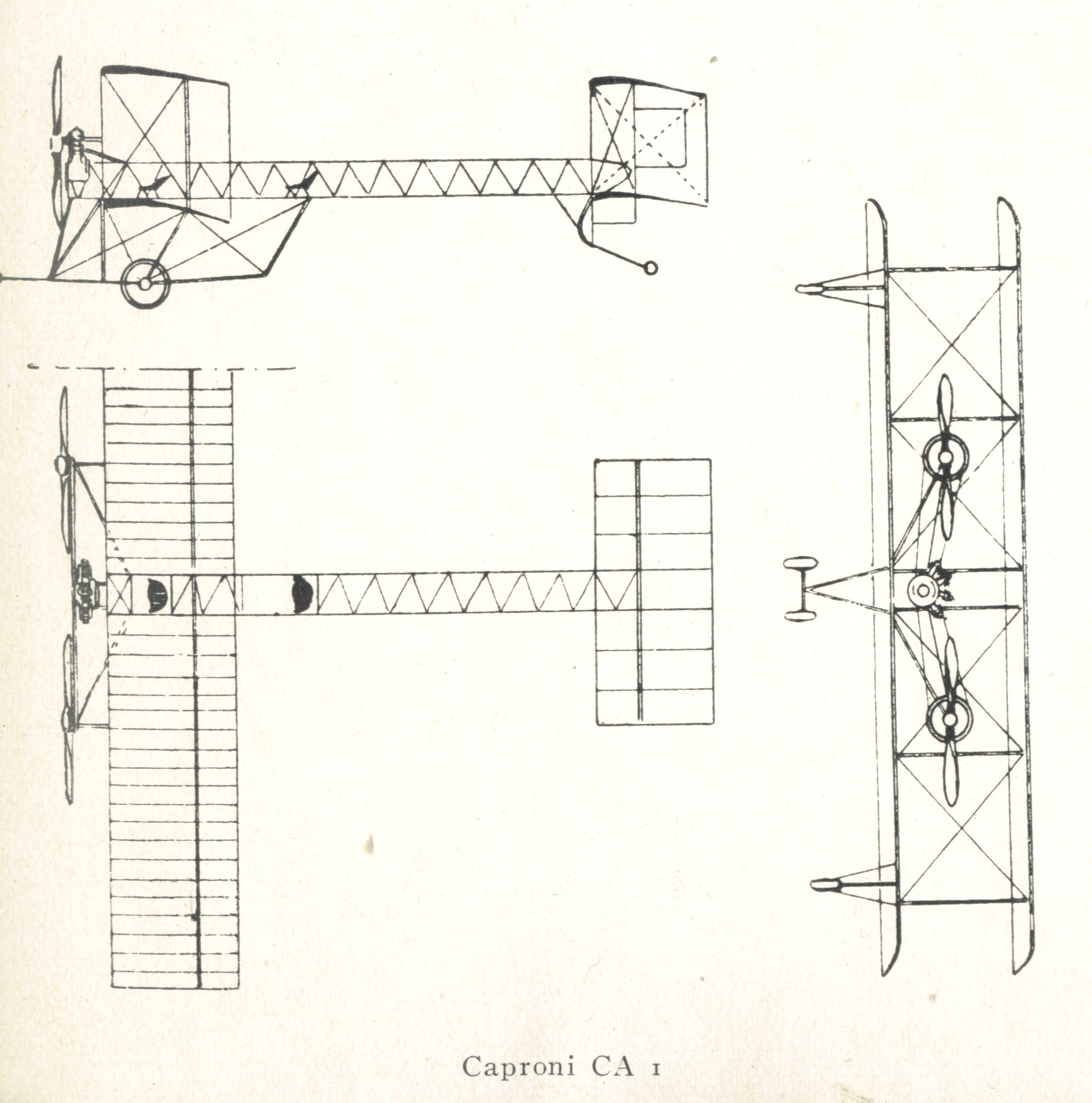
卡普羅尼公司第一架飛機「卡普羅尼 Ca.1」設計圖

### 一次大戰前
- 卡普羅尼 Ca.1：試飛用雙翼機

### 第一次世界大戰
- 卡普羅尼 Ca.1：將先前的Ca.1改造的轟炸機
- 卡普羅尼 Ca.2：轟炸機
- 卡普羅尼 Ca.3：轟炸機
- 卡普羅尼 Ca.4：轟炸機
- 卡普羅尼 Ca.5：轟炸機
- 卡普羅尼 Ca.18：偵測機
- 卡普羅尼 Ca.20：單翼戰鬥機
- 卡普羅尼 Ca.31：卡普羅尼 Ca.1改良版
- 卡普羅尼 Ca.32：卡普羅尼 Ca.1改良版、軍機用

### 兩戰期間
- 卡普羅尼 Ca.30：Ca.1改良機
- 卡普羅尼 Ca.40：Ca.4改良機
- 卡普羅尼 Ca.44：Ca.5改良機
- 卡普羅尼 Ca.48：航空客機
- 卡普羅尼 Ca.50：Ca.44改造的救難機
- 卡普羅尼 Ca.60：水上飛行艇型
- 卡普羅尼 Ca.70：夜間戰鬥機
- 卡普羅尼 Ca.73：輕型轟炸機
- 卡普羅尼 Ca.74：Ca.73改良版
- 卡普羅尼 Ca.80：Ca.74改良版
- 卡普羅尼 Ca.90：重型轟炸機
- 卡普羅尼 Ca.100：飛行訓練機
- 思提帕-卡普羅尼：實驗用涵道式活塞螺旋槳動力機

### 第二次世界大戰
- 卡普羅尼 Ca.133：運輸兼轟炸機
- 卡普羅尼 Ca.135：中型轟炸機
- 卡普羅尼 Ca.309：偵察機及對地攻擊機
- 卡普羅尼 Ca.311：偵測兼轟炸機
- 卡普羅尼 Ca.314：對地戰鬥機
- 卡普羅尼 Ca.316：水上用飛機
- 卡普羅尼 Ca.335：比利時空軍用戰鬥機